# Р. К. Лаксман
Р. К. Лаксман (Расіпурам Крішнасвамі Айєр Лаксман; гінді रासीपुरम कृष्णस्वामी लक्ष्मण; 24 жовтня 1921, Майсор, Британська Індія — 26 січня 2015, м. Пуне, Індія) — індійський карикатурист, ілюстратор, гуморист

## Із життєпису
Р. К. Лаксман — брат всесвітньо відомого індійського англомовного письменника Р. К. Нарайяна.
Р. К. Лаксман починав з ілюстрацій творів брата, а потім став відомим завдяки іронічним карикатурам на індійських політиків. Також він любив зображувати повсякденність в жартівливій формі.
Р. К. Лаксман відомий створенням образу Звичайної Людини, яка фігурувала в серії коміксів, яка почалася в 1951 році, про повсякденність You said it («І не говори») в одній з найпопулярніших та найавторитетніших газет Індії The Times of India.
Рубрика Р. К. Лаксмана You said it («І не говори»), присвячена громадському і політичному життю Індії виходила щоденно на першій сторінці газети «The Times of India» більше 50 років.
Одному з улюблених персонажів художника — Звичайній Людині — у місті Пуне в 2001 році був поставлений бронзовий пам'ятник.
Легендарний індійський карикатурист Р. К. Лаксман помер у лікарні м. Пуне 26 січня 2015 року у віці 94 роки після відмови відразу декількох внутрішніх органів.

## Галерея

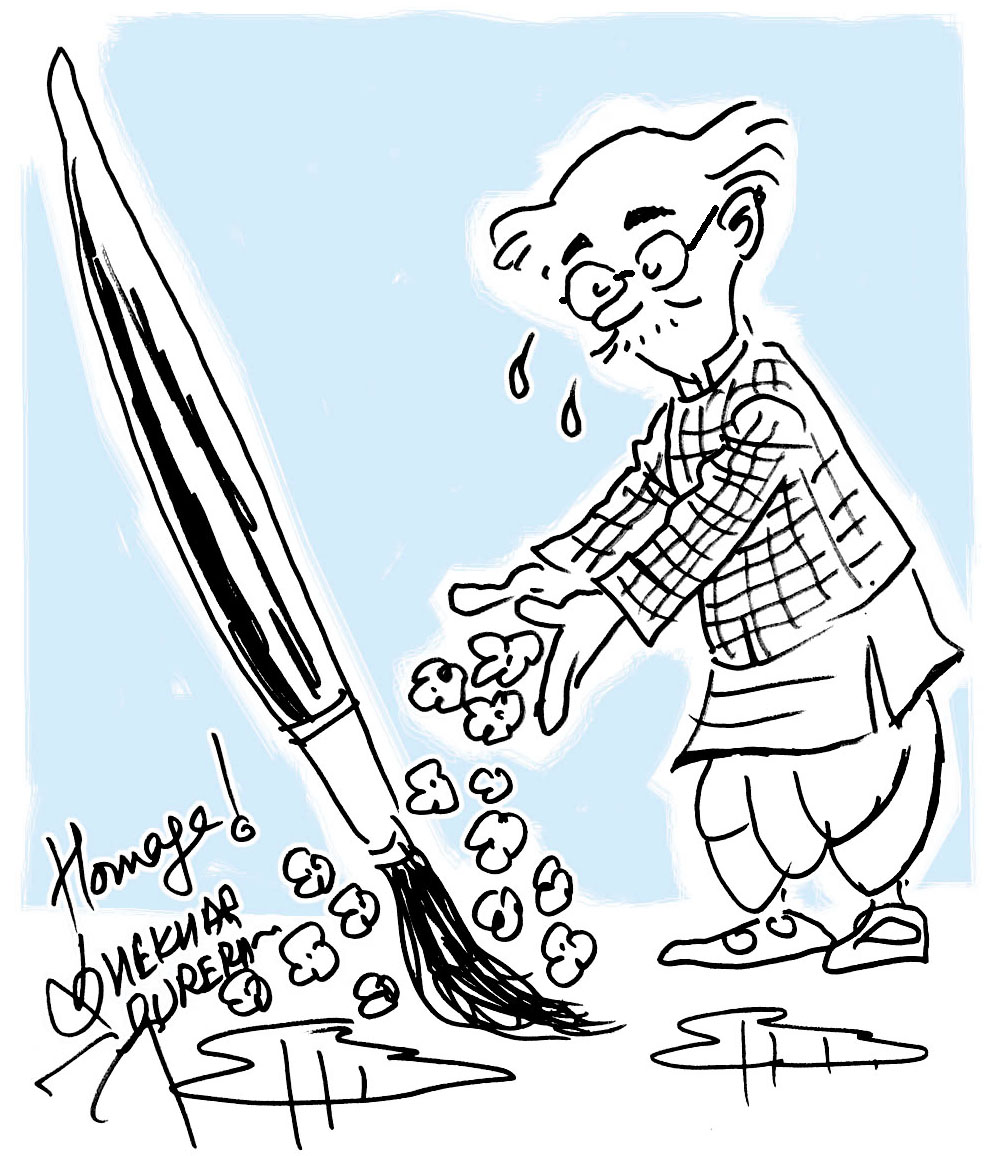
Малюнок художника Shekhar Gurera в день смерті Лаксмана:«Звичайна людина» зустріла печальну звістку зі сльозами
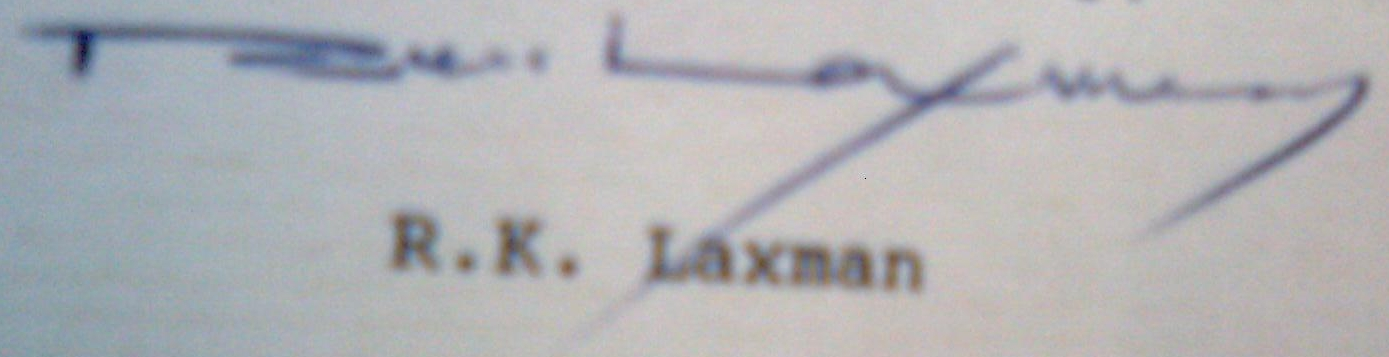
Підпис
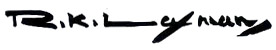
Автограф
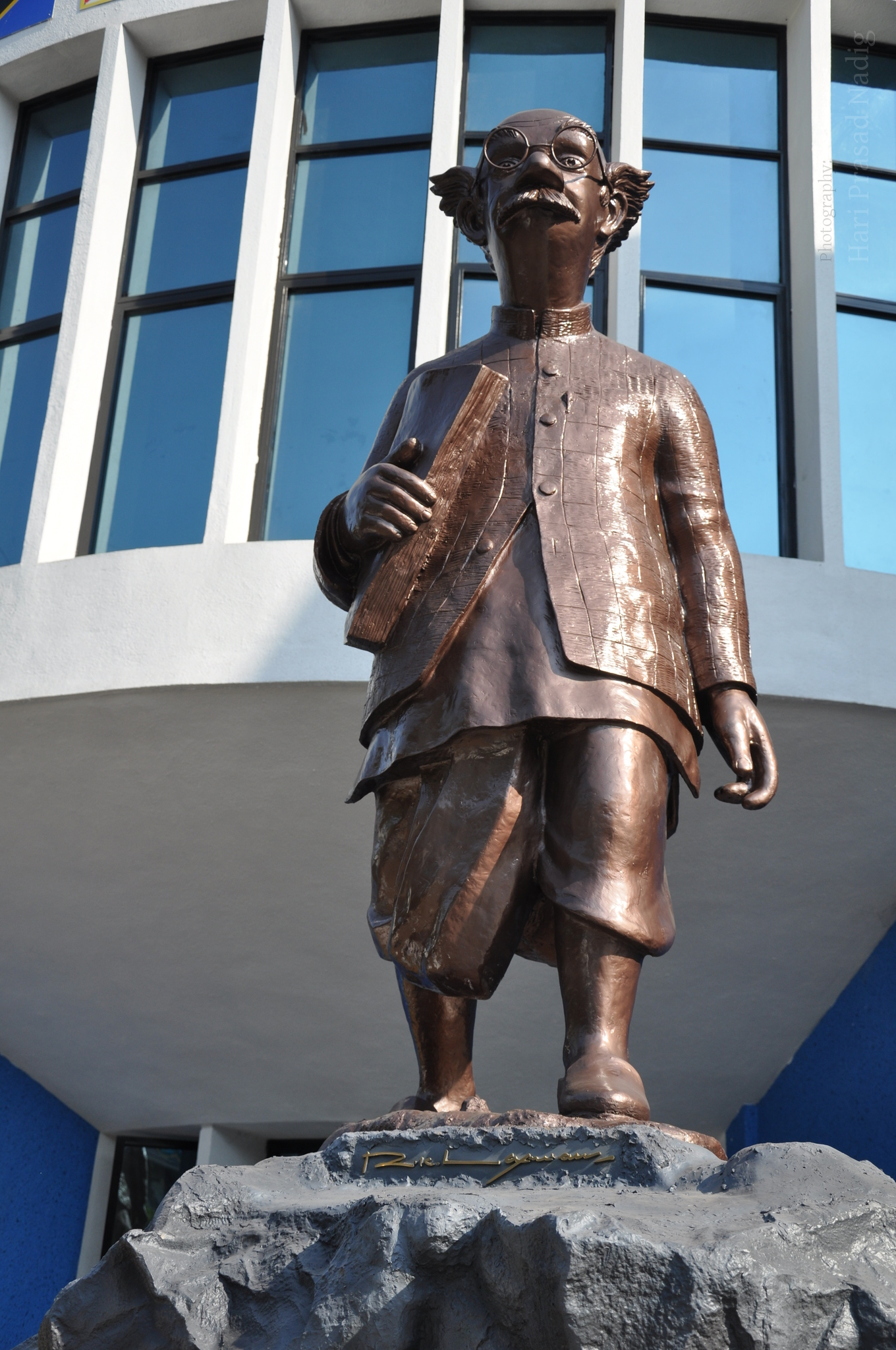
Пам'ятник «Звичайній людині» в місті Пуне